# ماریلین بوفرد
ماریلین بوفرد (انگلیسی: Marilyn Buferd؛ ۳۰ ژانویه ۱۹۲۵ – ۲۷ مارس ۱۹۹۰) هنرپیشه و ملکه زیبایی اهل آمریکا بود.
وی در سال ۱۹۴۶ برنده دوشیزه آمریکا به نمایندگی از کالیفرنیا بود. بوفرد همچنین بازیگر فیلم‌هایی همچون توتو تارزان و من کاپاتاز هستم بوده است.